# Taygetis jimna
Taygetis jimna är en fjärilsart som beskrevs av Butler 1870. Taygetis jimna ingår i släktet Taygetis och familjen praktfjärilar. Inga underarter finns listade i Catalogue of Life.